# Corethropalpa
Corethropalpa é um gênero de traça pertencente à família Agonoxenidae.